# Virgen de la rueca
La Virgen de la rueca, también conocida como La Virgen del huso, es el título de varias pinturas al óleo (al menos tres) ejecutadas copiando un original (hoy perdido) del pintor renacentista italiano Leonardo da Vinci. La pintura original fue probablemente encargo de Florimund Robertet, Secretario de Estado del rey Luis XII de Francia, y hubo de realizarse hacia 1501.
La imagen diseñada por Leonardo representa a la Virgen María con el Niño Jesús, que mira con nostalgia a una rueca que la Virgen está usando para hilar. La rueca sirve como un símbolo tanto del carácter doméstico de María como de la Cruz en la que Cristo será crucificado, y quizá también recuerda a las Moiras o Parcas, representadas tradicionalmente en la mitología como hilanderas. 
Al menos hay tres versiones de este cuadro, las tres en colecciones privadas de varios países. Una llamada "Virgen Landsowne" (en alusión a su anterior propietario) se cita ahora en Nueva York, y otra con variaciones en detalles pertenece al magnate y coleccionista Carlos Slim y se exhibe en el Museo Soumaya de Ciudad de México. 
La restante versión de esta pintura pertenece al Duque de Buccleuch, quien la mantiene en préstamo en la Galería Nacional de Escocia en Edimburgo. La tenía colgada en su casa, el castillo de Drumlanrig en Dumfries and Galloway (Escocia) hasta 2003, cuando fue robada por dos ladrones que se hicieron pasar por turistas. La pintura fue recuperada en Glasgow, en octubre de 2007, luego de que oficiales de policía de cuatro agencias anticrimen interceptaran una reunión entre cinco personas en el centro de Glasgow a alrededor de las 11:00 BST; se realizaron cuatro arrestos.

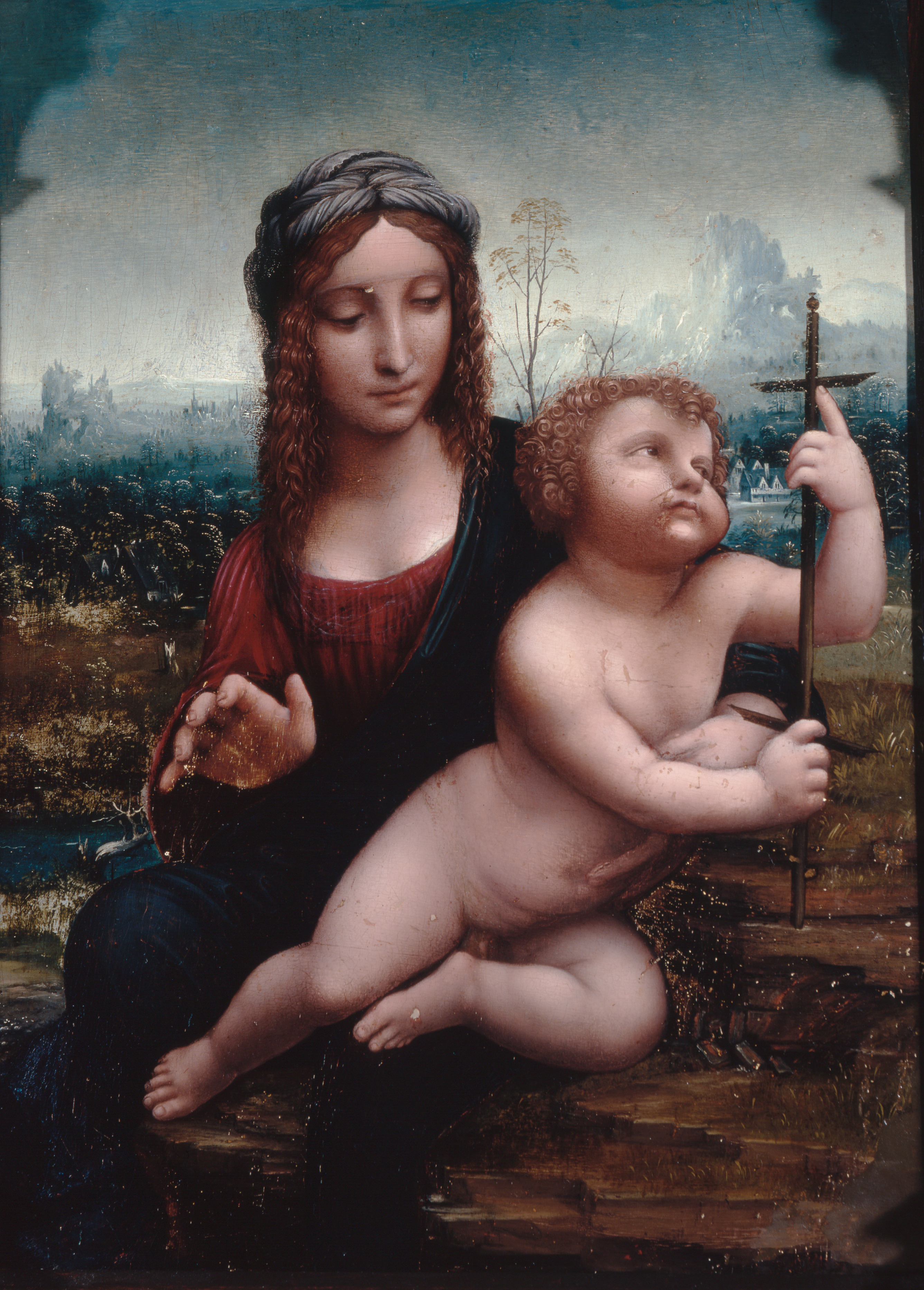
Taller de Leonardo da Vinci. Virgen del huso. Museo Soumaya, Ciudad de México, c. 1510-1540.